# Hermine Ridder
Hermine Ridder (* 28. Februar 1843 in Lüben, Landkreis Lüben, Provinz Schlesien; † 10. Februar 1938 in Hannover) war eine deutsche Pädagogin und Pionierin der deutschen Erwachsenenbildung, insbesondere für Frauen.

## Leben
Hermine Ridder übernahm im Jahr 1877 den ersten Verwaltungsposten im Lette-Verein in Berlin, dessen Ziel die Förderung der Erwerbsfähigkeit des weiblichen Geschlechts war.
1889 übernahm Ridder in Wiesbaden eine dem Lette-Verein ähnliche Anstalt, das später nach ihr benannte „Riddersche Institut“, eine „Haushaltungsschule für Töchter“ in der – damaligen – Adelhaidstraße 3.
Nachdem im Jahr 1897 in Posen die „Königliche Gewerbe- und Haushaltungsschule für Mädchen, verbunden mit Pensionat“ errichtet worden war, die erste dort vom preußischen Staat übernommene Handels- und Gewerbeschule, wurde Fräulein Hermine Ridder 1898 zur Direktorin der Lehranstalt berufen.
Ehrenamtlich leitete Ridder als Vorsitzende die Frauengruppe des Deutschen Gewerbelehrerverbandes. Sie saß der dem Deutschen Gewerbeschulverband angeschlossenen „Gruppe für Mädchengewerbeschulen“, die im Jahr 1917 rund 100 Mitglieder zählte, als Vorsitzende vor, dessen Stellenvermittlung für Gewerbeschullehrerinnen sich in der Schleiermacherstraße 19 im hannoverschen Stadtteil Kleefeld fand.

## Ehrungen
- Für ihre Verdienste um die berufliche Frauenbildung wurde Hermine Ridder mit der Verleihung des Frauen-Verdienstkreuzes in Gold geehrt.[1]
- Die Frauenbiographieforscherin Luise F. Pusch und die Journalistin Annette Volland regten Anfang des 21. Jahrhunderts die Benennung einer Straße nach Hermine Ridder in der niedersächsischen Landeshauptstadt Hannover an.[1]

## Veröffentlichungen
- Die technische Lehrerin. Heft 16, 1899; Digitalisat über DigiZeitschriften:
  - Thesen zu dem Vortrage "Die Ausbildung der Handarbeitslehrerin und ihre Weiterbildung für Fortbildungs- und Gewerbeschulen". S. 542–543.
  - Die Ausbildung der Handarbeitslehrerin und ihre Weiterbildung für Fortbildungs- und Gewerbeschulen. Vortrag, gehalten auf der dritten Generalversammlung des Landesvereins Preußischer Technischer Lehrerinnen. In: Die technische Lehrerin. 16, 1899, S. 777–785.